# Bongo Cat
Bongo Cat es un meme de Internet que se originó cuando un usuario de Twitter creó y tuiteó un GIF de un gato blanco golpeando una mesa con sus dos patas. El tuit fue luego respondido por otro usuario de Twitter con una versión editada del GIF que incluía bongós que el gato tocaba con la melodía de la banda sonora de Super Mario World. La respuesta se volvió viral y provocó que el GIF se editara en muchas otras canciones.

## Historia
El GIF original de Bongo Cat se originó el 7 de mayo de 2018, cuando @DitzyFlama editó un GIF animado de gato hecho por el usuario de Twitter @StrayRogue, y la edición incluía bongos que fueron tocados por el gato con la melodía de «Athletic» de la banda sonora de Super Mario World. Más tarde fue editado con muchas otras canciones y muchos instrumentos diferentes en videos hechos por fanáticos, que aparecen en las redes sociales como YouTube y Twitter. El meme ha cubierto muchas canciones de bandas sonoras de videojuegos, como música de Persona 5 y Super Mario, así como canciones populares como «Africa» de Toto y «Sandstorm» de Darude. Después de un aumento en su popularidad, Stray Rogue comenzó a fabricar y vender productos de Bongo Cat. Bongo Cat también se ha convertido en un sitio web interactivo.

## Recepción
Polygon y Uproxx describieron a Bongo Cat como el mejor meme de 2018. Ellen Scott de Metro también describió que traía «felicidad a todos, incluso en el año del incendio de basura que fue 2018». The Daily Dot lo describió como el meme más serio y saludable de 2018. Reid McCarter de The AV Club y Megan Farokhmanesh de The Verge elogiaron el meme. Nicole Clark de Vice describió el meme como «lo único bueno en Internet».